# San Gavino Monreale
San Gavino Monreale (en sardo: Santu Bainju) es un municipio de Italia de 8894 habitantes en la provincia de Cerdeña del Sur, región de Cerdeña.

## Evolución demográfica
| Gráfica de evolución demográfica de San Gavino Monreale entre 1861 y 2011 |
|                                                                           |
| Fuente ISTAT - Elaboración gráfica de Wikipedia                           |

## Geografía Física
San Gavino Monreale es una ciudad de Cerdeña situada en corazón de la llanura del Campidano. El territorio está bañado en el norte por el río Pardu.

## Historia
El territorio ha sido frecuentado por el hombre desde el período de la civilización prenuragica y nuragico. El dominio romano dejó el rastro de una necrópolis, el peristilo de una villa rústica y otros hallazgos.
El centro urbano habitado hoy, que toma el nombre de la iglesia de San Gavino Martire, nace de la fusión de tres pequeños pueblos. El territorio formó parte del Giudicato di Arborea, en la curatoria Bonorzuli, de la que fue capital. Durante la Guerra sardo-catalana el territorio fue prácticamente destruido, y en la caída del giudicato (alrededor del 1410) pasó a estar bajo dominio de la Corona de Aragón; luego fue reconstruida e incorporada al Marquesado de Quirra, feudo de los Centelles. De Centellas pasó a Osorio de la Cueva, el cual fue rescatado en 1839 del sistema feudal.
En el 1932 se instaló una fundición de plomo y zinc de las minas de Montevecchio, que fue cerrada en 2009.

## Idiomas y dialectos
La variante del sardo hablado en San Gavino Monreale es campidanese occidentale.

## Cultura

#### Fiestas y manifestaciones
Por su tradicional vocación al cultivo del azafrán, del que es uno de los mayores productores regionales y nacionales, en el mes de noviembre se celebra la Fiesta del Azafrán, la más importante a nivel regional dedicada a este producto.
El domingo y el martes antes del Miércoles de Ceniza se celebra desde hace décadas el Carnaval Sangavinese con el desfile de carrozas alegóricas. Gracias a la habilidad con el papel maché de los artistas locales, los carros de San Gavino están considerados entre los más bellos de Cerdeña y el uso de realizar carros alegóricos con características similares se está difundiendo en muchos municipios cercanos.
Cada año, del 9 al 13 de agosto, se celebra la Fiesta en honor de Santa Clara de Asís, Virgen, patrona de San Gavino Monreale, con actos religiosos y civiles. El 13 de agosto, a continuación, dentro de las celebraciones en honor de Santa Clara, a cargo de la Asociación Turística Pro Loco local, se lleva a cabo la jornada de la emigración, dedicada a los sangavineses emigrados de San Gavino. También para la fiesta de Santa Teresa, en septiembre, y para la de Santa Lucía, en diciembre, tienen lugar celebraciones tanto religiosas como civiles. San Isidoro, santo protector de los agricultores, se celebra cada año el 15 de mayo; esta tradición se remonta al menos a finales del siglo XVII. Durante la fiesta del patrón de los agricultores desfilan caballos y carros, y se destacan los usos de la cultura agrícola.